# Antonia Ružić
Antonia Ružić (nació el 20 de enero de 2003) es una tenista profesional croata.
Ružić tiene un ranking de individuales WTA más alto de su carrera, n.º 154, logrado el 16 de septiembre de 2024. También fue n.º 612 en dobles, logrado el 22 de mayo de 2023.
En septiembre de 2024, llegó a su primer cuartos de final de un torneo WTA en el Torneo de Monastir 2024 luego de entrar al cuadro principal como clasificada, venciendo en primera ronda a Nadia Podoroska preclasificada #4 y 68 del mundo. En segunda a Lily Miyazaki y finalmente perdería con Lucia Bronzetti en 2 set.